# Championnat CODASUR des rallyes
Le Championnat des rallyes de la CODASUR (ou FIA CODASUR Zone Rally Championship) est un championnat international, organisé par la Confédération des sports automobiles d'Amérique du Sud organisme affilié à la FIA.

## Histoire
Il se dispute entre pays de l'est, du centre, et du sud de l'Amérique du Sud. Le premier vainqueur est le péruvien Ramón Ferreyros, en 2004. La saison 2010 compte un maximum de 8 épreuves à travers le continent.

## Épreuves organisées

### Saison 2016
- Rallye de TransItapúa-Encarnación (Paraguay)
- Rallye de Erechim (Brésil)
- Rallye d'Argentine (Argentine)
- Rallye de Santa Cruz (Bolivie)
- Rallye du Chili (Chili)
- Rallye del Atlántico (Uruguay)

## Palmarès
| Saison | Champion         | Copilote                 | Groupe | Voiture                   |
| ------ | ---------------- | ------------------------ | ------ | ------------------------- |
| 2004   | Ramón Ferreyros  | Rubén García             | A8     | Subaru Impreza STI N4     |
| 2005   | Juan Pablo Raies | Jorge Perez Companc      | A8     | Subaru Impreza WRC        |
| 2006   | Roberto Sánchez  | Edgardo Galindo          | N4     | Subaru Impreza Speec-C-A8 |
| 2007   | Roberto Sánchez  | Edgardo Galindo          | A8     | Subaru Impreza Speec-C-N4 |
| 2008   | Víctor Galeano   | Diego Fabiani            | N4     | Mitsubishi Lancer Evo X   |
| 2009   | Raúl Martinez    | Javier Sebastian Montero | N4     | Subaru Impreza STI        |
| 2010   | Raúl Martinez    | Javier Sebastian Montero | N4     | Subaru Impreza STI        |
| 2011   | Gustavo Saba     | Victor Aguilera          | Cl.3   | Mitsubishi Lancer Evo X   |
| 2012   | Gustavo Saba     | Victor Aguilera          | Cl.3   | Mitsubishi Lancer Evo X   |
| 2013   | Gustavo Saba     | Victor Aguilera          | Cl.2   | Škoda Fabia S2000         |
| 2014   | Diego Dominguez  | Edgardo Galindo          | RC2    | Ford Fiesta R5            |
| 2015   | Diego Dominguez  | Edgardo Galindo          | RC2    | Ford Fiesta R5            |

## Liste des épreuves retenues
- Rallye de Ca'aguazú, Paraguay (2004)
- Rallye de Erechim, Brésil (2004, 2006 - présent)
- Rallye Cochabamba, Bolivie (2004, 2008)
- Rallye La Pampa, Argentine (2004)
- Rallye Santiago, Chili (2004-2006, 2008)
- Rallye del Atlantico, Uruguay (2004, 2006-2012, 2014 - présent)
- Rallye Rio Ceballos, Argentine (2005-2007)
- Rallye Villarica, Paraguay (2005)
- Rallye de Santa Cruz, Bolivie (2005-2007, 2010, 2012 - présent)
- Rallye Bento Gonçalves, Brésil (2005)
- Rallye Huancayo, Pérou (2005-2010)
- Rallye Concepcion, Argentine (2005-2007)
- Rallye de Encarnación, Paraguay (2006-2009, 2014 - présent)
- Rallye Rio Negro, Chili (2006)
- Rallye de Ouro Branco, Brésil (2007)
- Rallye Cordillera, Paraguay (2008)
- Rallye de Curitiba, Brésil (2009-2010) (également en Intercontinental Rally Challenge ces deux saisons)
- Rallye San Luis, Argentine (2009)
- Rallye Sucre, Bolivie (2009)
- Rallye Pucon, Chili (2009)
- Rallye d'Argentine (2010, 2014 - présent)
- Rallye Trans Itapua, Paraguay (2010 - présent)
- Rallye de la Yerba Mate, Argentine (2011)
- Rallye de Misiones Posadas, Argentine (2012, 2014)
- Rallye de Minas, Uruguay (2013)
- Rallye du Chili (2015)